# Canoa/kayak ai Giochi della XXIX Olimpiade - Slalom C1 maschile
La prova del C-1 slalom uomini delle olimpiadi di Pechino 2008 si è svolta i giorni 11 e 12 agosto 2008 allo Shunyi Olympic Rowing-Canoeing Park di Pechino. Hanno partecipato alle fasi di qualificazione 16 atleti. Di seguito sono riportati i risultati.

## Programma
Tutti gli orari seguono il fuso orario cinese (UTC+8)
| Data                     | Ora         | Round                    |
| ------------------------ | ----------- | ------------------------ |
| Lunedì, 11 agosto, 2008  | 15:00-15:50 | Qualificazioni 1° manche |
| Lunedì, 11 agosto, 2008  | 16:42-17:40 | Qualificazioni 2° manche |
| Martedì, 12 agosto, 2008 | 15:00-15:40 | Semifinali               |
| Martedì, 12 agosto, 2008 | 16:47-17:15 | Finale                   |

## Risultati

### Qualificazioni
| Pos. | Atleta             | Nazione       | Qualificazioni | Qualificazioni | Qualificazioni | Qualificazioni |
| Pos. | Atleta             | Nazione       | 1 Manche       | 2 Manche       | Totale         | Qual           |
| ---- | ------------------ | ------------- | -------------- | -------------- | -------------- | -------------- |
| 1    | Michal Martikán    | Slovacchia    | 85.13          | 85.02          | 170.15         | Q              |
| 2    | Jan Benzien        | Germania      | 85.92          | 84.58          | 170.50         | Q              |
| 3    | David Florence     | Gran Bretagna | 89.47          | 82.16          | 171.63         | Q              |
| 4    | Stanislav Ježek    | Rep. Ceca     | 85.69          | 86.40          | 172.09         | Q              |
| 5    | Ander Elosegi      | Spagna        | 87.00          | 85.47          | 172.47         | Q              |
| 6    | Tony Estanguet     | Francia       | 89.99          | 86.09          | 176.08         | Q              |
| 7    | Robin Bell         | Australia     | 88.86          | 87.59          | 176.45         | Q              |
| 8    | Christos Tsakmakis | Grecia        | 91.53          | 86.01          | 177.54         | Q              |
| 9    | Aleksander Lipatov | Russia        | 87.65          | 90.51          | 178.16         | Q              |
| 10   | Benn Fraker        | Stati Uniti   | 91.97          | 87.47          | 179.44         | Q              |
| 11   | Feng Liming        | Cina          | 91.44          | 90.55          | 181.99         | Q              |
| 12   | Krzysztof Bieryt   | Polonia       | 95.39          | 87.90          | 183.29         | Q              |
| 13   | James Cartwright   | Canada        | 93.83          | 90.80          | 184.63         |                |
| 14   | Takuya Haneda      | Giappone      | 94.08          | 92.24          | 186.32         |                |
| 15   | Emir Mujčinović    | Croazia       | 95.41          | 93.90          | 189.31         |                |
| 16   | Siboniso Cele      | Sudafrica     | 162.51         | 100.42         | 262.93         |                |

### Semifinali
| Pos. | Atleta             | Nazione       | Semifinale | Semifinale |
| Pos. | Atleta             | Nazione       | Tempo      | Qual       |
| ---- | ------------------ | ------------- | ---------- | ---------- |
| 1    | Michal Martikán    | Slovacchia    | 88.92      | Q          |
| 2    | Stanislav Ježek    | Rep. Ceca     | 89.85      | Q          |
| 3    | Krzysztof Bieryt   | Polonia       | 90.08      | Q          |
| 4    | David Florence     | Gran Bretagna | 90.46      | Q          |
| 5    | Robin Bell         | Australia     | 91.16      | Q          |
| 6    | Christos Tsakmakis | Grecia        | 92.18      | Q          |
| 7    | Ander Elosegi      | Spagna        | 92.19      | Q          |
| 8    | Benn Fraker        | Stati Uniti   | 92.27      | Q          |
| 9    | Tony Estanguet     | Francia       | 93.92      |            |
| 10   | Aleksander Lipatov | Russia        | 94.16      |            |
| 11   | Feng Liming        | Cina          | 94.64      |            |
| 12   | Jan Benzien        | Germania      | 95.15      |            |

### Finale
| Pos.    | Atleta             | Nazione       | Semifinale | Semifinale | Finale | Finale |
| Pos.    | Atleta             | Nazione       | Tempo      | Pos.       | Tempo  | Totale |
| ------- | ------------------ | ------------- | ---------- | ---------- | ------ | ------ |
| Oro     | Michal Martikán    | Slovacchia    | 88.92      | 1          | 87.73  | 176.65 |
| Argento | David Florence     | Gran Bretagna | 90.46      | 4          | 88.15  | 178.61 |
| Bronzo  | Robin Bell         | Australia     | 91.16      | 5          | 89.43  | 180.59 |
| 4       | Ander Elosegi      | Spagna        | 92.19      | 7          | 89.93  | 182.12 |
| 5       | Stanislav Ježek    | Rep. Ceca     | 89.85      | 2          | 92.44  | 182.29 |
| 6       | Benn Fraker        | Stati Uniti   | 92.27      | 8          | 90.87  | 183.14 |
| 7       | Christos Tsakmakis | Grecia        | 92.18      | 6          | 94.49  | 186.67 |
| 8       | Krzysztof Bieryt   | Polonia       | 90.08      | 3          | 110.13 | 200.21 |